# Peter Dajnko
Peter Dajnko (23 de abril de 1787 - 22 de febrero de 1873) fue un sacerdote, y lingüista esloveno conocido por haber desarrollado el sistema de escritura del idioma esloveno el "alfabeto Dajnko" o dajnčica. 
Estudió teología y filosofía en la Universidad de Graz, de donde se graduó en 1814.
Su propuesta lingüística la publicó en 1824 en el libro escrito en alemán Lehrbuch der windischen Sprache (Libro de texto de la lengua eslovena) con el fin de sustituir el alfabeto de Bohorič. Su propuesta provocó una controversia llamada črkarska pravda (guerra de los caracteres). Dentro de sus principales oponentes estuvieron Matija Čop y France Prešeren.
Desde 1839 su propuesta resultó obsoleta por la adopción de una versión ligeramente modificada del alfabeto latino Gaj.